# Fontes Christiani
Fontes Christiani (lat. „křesťanské prameny“) je ediční řada patristických a středověkých křesťanských textů, obvykle zkracovaná FC s pořadovým číslem svazku. Přípravu publikací řídí Verein zur Förderung der Fontes Christiani / Fontes Christiani Institute při univerzitě v Bochumi. Podobně jako ve francouzské ediční řadě Sources chrétiennes obsahují jednotlivé svazky kritický text v originále a moderní německý překlad. 
Ediční řada původně vycházela v nakladatelství Herder (první dvě série, 36 svazků), třetí série vychází od roku 2002 v belgickém nakladatelství Brepols. První dva svazky vyšly v roce 1990 (FC 2/1: Origenes, Römerbriefkommentar, Bd. 1; FC 3: Ambrosius, Über die Sakramente. Über die Mysterien). Publikované texty zahrnují široké spektrum starověkých autorů, např. Justin Mučedník, Tertulián, Órigenés, Klement z Alexandrie, Atanáš, Jeroným, Ambrož z Milána či Beda Ctihodný. 

## Veřejné knihovny
Z českých veřejných knihoven mají značnou část této ediční řady následující:
- knihovna Evangelické teologické fakulty a knihovna Katolické teologické fakulty Univerzity Karlovy, katalog
- knihovna Cyrilometodějské teologické fakulty Univerzity Palackého, katalog